# Lixophaga fasciata
Lixophaga fasciata là một loài ruồi trong họ Tachinidae.